# Samuel Mikler
Samuel Mikler (1. července 1835, Hodruša-Hámre – 29. listopadu 1909, Banská Bystrica) byl pedagog, náboženský spisovatel, evangelický kněz. Pseudonym: S. Zatáraný

## Životopis
Vystudoval teologii v Prešově, 1875 dosáhl pedagogický diplom v Kluži. Evangelický kněz a učitel náboženství v Banské Bystrici (1887 - 1909). Aktivně se zúčastnil obnovy slovenského studentského hnutí prostřednictvím Národní společnosti slovenské, dvakrát byl zvolen jejím předsedou. V Banské Bystrici patřil k národovcům, odebíral slovenský tisk. Zorganizoval sbírky na novou školní budovu nižšího evangelického gymnázia, čímž odvrátil jeho zrušení (1886 - 1887). Autor idylických lyrických básní, pak příležitostné oslavných veršů, náboženské básně psal v bibličtine. Knižně vydal práci k 100. výročí trvání evangelického kostela a. v. v Banské Bystrici. Články přispíval do místních novin v Banské Bystrici a do časopisů Sokol, Priatel' školy a literatúry, Evanjelické cirkevné noviny a Evanjelický kazatel.

## Dílo
- Dějepis chrámu evangelického a. v. banskobystrického, Banská Bystrica roce 1907